# Юодкранте
Юодкранте  — литовське приморське курортне селище, розташоване на Куршській косі з   населенням близько 720 осіб. Юодкранте входить до складу муніципалітету Нерінга, є другим за величиною поселенням на литовській частині коси.  

## Історія
Юодкранте вперше згадується тевтонськими лицарями в 1429 році в листі, в якому описуються збитки від шторму. Спочатку був розташований на березі Балтійського моря, приблизно 2,5 км від нинішнього місця розташування. У 1454 році король Казимир IV Ягеллон додав регіон до Королівства Польського на вимогу антитевтонського Прусського союзу.На початку 17 століття через Чорну смерть і рухливі піщані дюни воно втратило майже всіх своїх жителів. У 1680-х роках село перебралося на сучасне місце на берег Куршської затоки. На новому місці у селі жили добре: у 1673 році відкрили шинок, у 1743 році — школу, у 1795 році — дерев'яну церкву. Дерев'яна церква згоріла в 1878 році, але незабаром її замінили лютеранською церквою з червоної цегли в 1885 році.

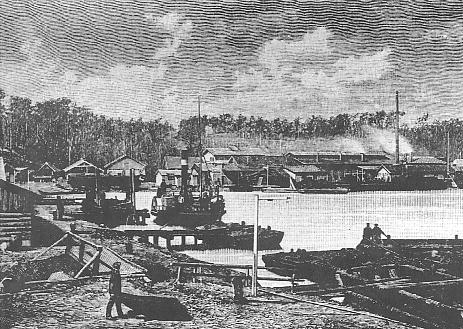
Операції Stantien & Becker

Основні події відбулися в 1860-х роках. Наприкінці 1850-х років водний шлях лагуни було поглиблено, і тепер могли прибувати пороми. Це був найпростіший спосіб подорожувати. В ході роботи виявлено зразки бурштину. За 30 років роботи викопали близько 2250 тонн бурштину.
У 1871 році село увійшло до складу Німецької імперії, в межах якої адміністративно входило до провінції Східна Пруссія. Богослужіння в місцевих церквах відбувалися литовською та німецькою мовами.
Туристичний бізнес розпочав у 1860-х роках Едвард Штельмахер, який перетворив стару таверну на готель. Завдяки бурштиновому бізнесу на північ від старого рибальського села виникло нове Юодкранте. Тут було побудовано багато вілл і готелів. На початку 20 століття тут було 5 готелів, 20 вілл, оздоровчий будинок Луїзенбад Друга світова війна знищила туристичний бізнес. Лише на початку 1960-х років туристи почали повертатися сюди.

### Бурштиновий скарб
Stantien & Becker викопали багато шматочків бурштину у формі амулетів. Спочатку вони видавали їх як сувеніри, але потім почали збирати ці предмети середнього неоліту та бронзового віку.

### Генеалогія
Більшість інформації було записано в Церковних книгах «Кірхенбюхер» під час будівництва дерев'яної церкви у 1795 році. Записи зберігають в Evangelisches Zentralarchiv Berlin та Bundesarchiv.

## Туристичні пам'ятки

### Пагорб відьом
Велика колекція дерев'яних скульптур різних художників демонструється на Пагорбі відьом. Парк скульптур був започаткований у 1979 році, тепер налічує понад 70 дерев’яних об’єктів. Більшість фігур засновані на литовських легендах.  

### Парк скульптур «Земля і вода»

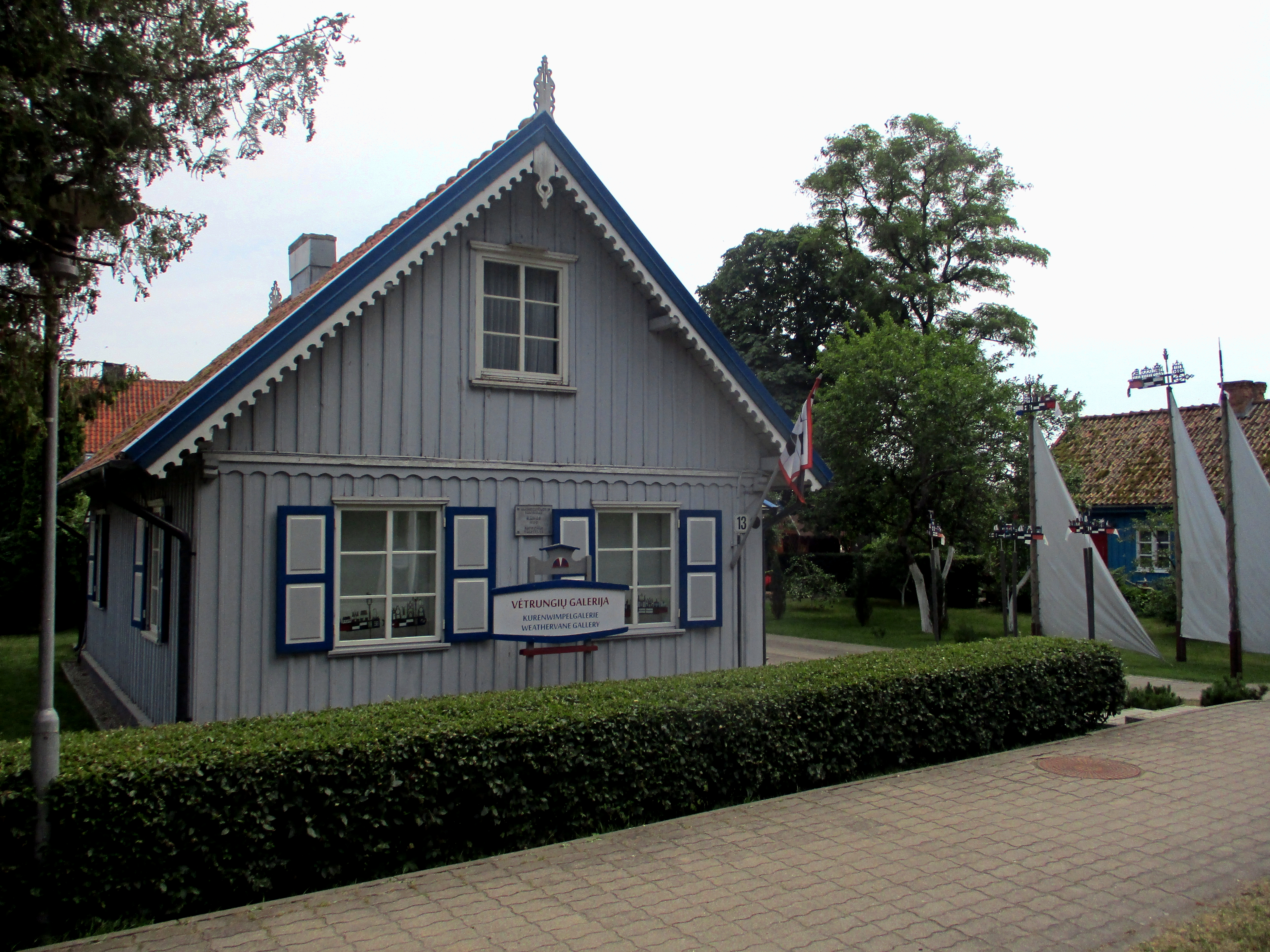
Галерея флюгерів

У 2002 році було завершено парк скульптур. Тут зберігається 31 скульптура з каменю та металу. Скульптури розташовані на недавно збудованій набережній 2,4 км, вздовж берега лагуни.
Галерею «Флюгер» утримують Дайва та Ремігіюс Жадейкяй. У галереї є інформація про культурну спадщину Нерії. Є також галерея, яку підтримує Литовський національний художній музей.

### Колонії чапель і бакланів

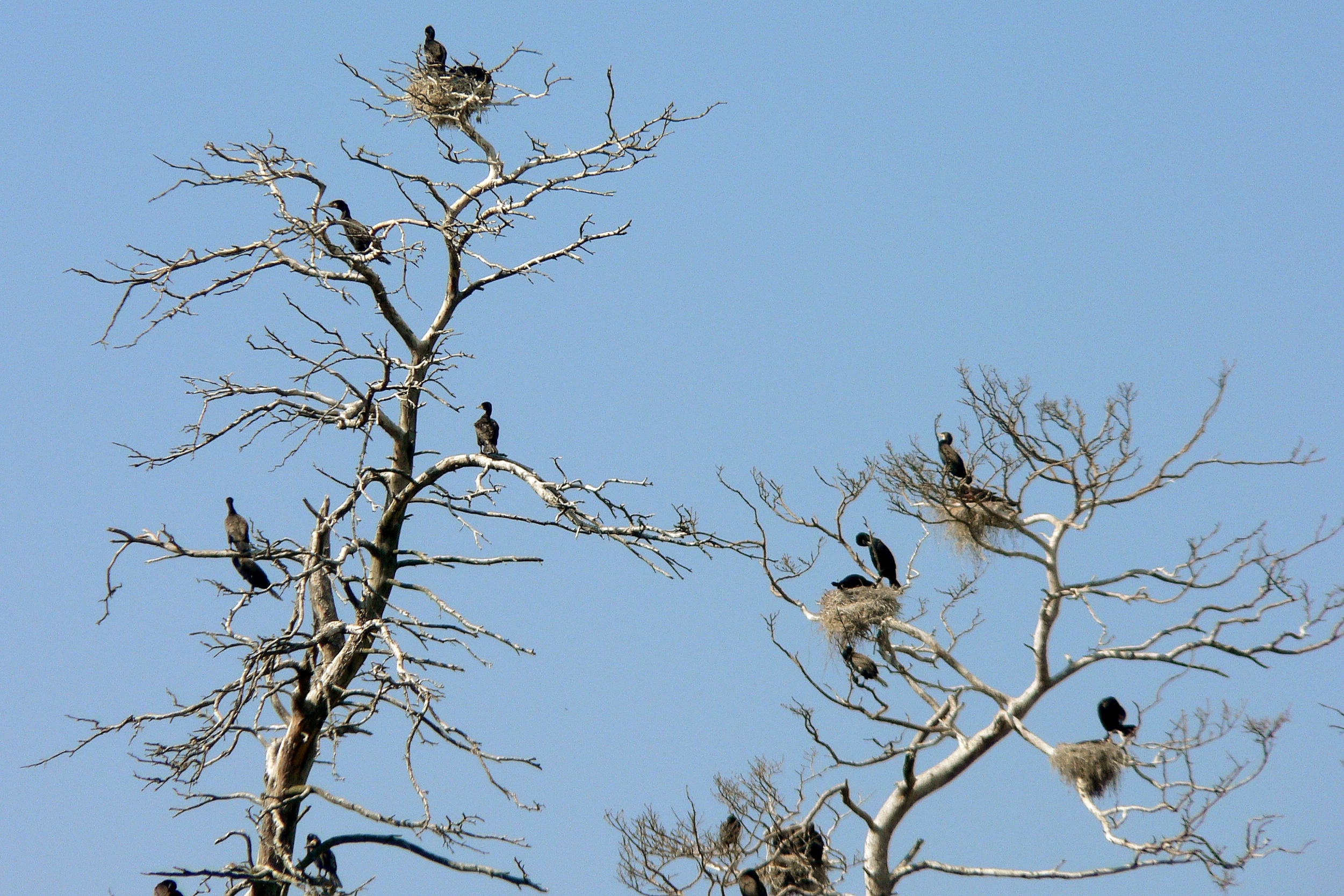
Баклани гніздяться на мертвих соснах у колонії поблизу Юодкранте

Цікавими для любителів природи є колонії великого баклана (2000 пар) і сірої чаплі (500 пар) на захід від Юодкранте. Чаплі тут гніздяться з 17 століття, а  баклани прилетіли лише на початку 19 століття.    За останні 15 років вимерло близько 10 га (25 акрів) лісу. Рибалки звинучують птахів у зменшенні вилову риби, але тепер правила не дозволяють їх вбивати, оскільки і сіра чапля, і великий баклан є охоронюваними видами в Литві.

## Відомі люди
- Ґустав Фенкохль, художник-маринист і пейзажист, народився в 1872 році в сусідньому Мемелі і багато років жив у селі.

## Спорт і вітрильний спорт
Кайтсерфінг/Віндсерфінг
Юодкранте – одне з найкращих місць для кайтсерфінгу та віндсерфінгу та пляжів для запуску повітряних зміїв у Литві. Він відкритий для всіх напрямків вітру. 
Вітрильний спорт
У Юодкранте є два причали для яхт і човнів. Розбудовується яхт-клуб. Навігація - Маяк Юодкранте (20 м) внутрішній номер 0049 (C3334) - білий прямокутник на  квадратній металевій вежі з оглядовим майданчиком. З моря видно тільки верхню частину.
Парапланеризм
В Юодкранте чудові можливості для парапланеризму. Піщана дюна  знаходиться на південний схід від міста. Західна сторона - пляжні дюни важко літати.